# Конесестан
Конесестан (перс. كنسستان) — село в Ірані, у дегестані Есламабад, у бахші Санґар, шагрестані Решт остану Ґілян. За даними перепису 2006 року, його населення становило 861 особу, що проживали у складі 234 сімей.

## Клімат
Середня річна температура становить 14,45 °C, середня максимальна – 28,32 °C, а середня мінімальна – -0,22 °C. Середня річна кількість опадів – 1165 мм.
| Клімат поселення                              | Клімат поселення | Клімат поселення | Клімат поселення | Клімат поселення | Клімат поселення | Клімат поселення | Клімат поселення | Клімат поселення | Клімат поселення | Клімат поселення | Клімат поселення | Клімат поселення | Клімат поселення |
| Показник                                      | Січ.             | Лют.             | Бер.             | Квіт.            | Трав.            | Черв.            | Лип.             | Серп.            | Вер.             | Жовт.            | Лист.            | Груд.            |                  |
| Середній максимум, °C                         | 9,28             | 9,70             | 12,04            | 17,82            | 22,03            | 25,70            | 28,32            | 28,05            | 24,62            | 21,24            | 16,83            | 12,34            |                  |
| Середня температура, °C                       | 4,53             | 4,96             | 7,30             | 13,05            | 17,27            | 20,95            | 23,97            | 23,72            | 20,28            | 16,90            | 12,50            | 8,01             |                  |
| Середній мінімум, °C                          | −0,22            | 0,20             | 2,54             | 8,31             | 12,53            | 16,19            | 19,63            | 19,37            | 15,92            | 12,56            | 8,15             | 3,66             |                  |
| Норма опадів, мм                              | 120              | 99               | 89               | 50               | 46               | 31               | 31               | 59               | 124              | 192              | 171              | 153              |                  |
| Середньомісячна швидкість вітру, м/с          | 2.30             | 2.40             | 2.40             | 2.32             | 2.30             | 2.54             | 2.60             | 2.27             | 2.10             | 2.10             | 2.00             | 2.08             |                  |
| Середньомісячна сонячна радіація, кДж/м²·день | 6979             | 9059             | 11032            | 15607            | 19885            | 21889            | 22399            | 19027            | 15676            | 10877            | 8697             | 6669             |                  |
| --------------------------------------------- | ---------------- | ---------------- | ---------------- | ---------------- | ---------------- | ---------------- | ---------------- | ---------------- | ---------------- | ---------------- | ---------------- | ---------------- | ---------------- |
| Джерело:                                      |                  |                  |                  |                  |                  |                  |                  |                  |                  |                  |                  |                  |                  |